# Lafora-Krankheit

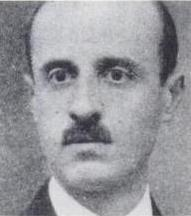
Porträt von Gonzalo Rodríguez Lafora.

Die Lafora-Krankheit, auch Lafora-Einschlusskörperchen-Krankheit, ist eine Erbkrankheit, die zur Gruppe der progressiven Myoklonusepilepsien und der Polyglukosankrankheiten gehört. Sie ist gekennzeichnet durch das Auftreten von Myoklonusepilepsie, Halluzinationen und Demenz. Die Lafora-Krankheit manifestiert sich im späten Kindes- oder Jugendalter.  Erstmals beschrieben wurde das Krankheitsbild 1911 von Gonzalo Rodríguez Lafora (1886–1971) und Bernard Glueck. Vorkommen kann diese Krankheit auch bei Hunden wie zum Beispiel dem Beagle.

## Pathogenese
Ursächlich für die Entstehung der Lafora-Krankheit sind in 80 Prozent der Fälle Mutationen in den Genen EPM2A und NHLRC1 (Synonym: EPM2B). Das EPM2A-Gen kodiert für das Laforin, ein Enzym aus der Gruppe der Phosphatasen. Das NHLCR1-Gen kodiert für die E3-Ubiquitin-Proteinligase NHLRC1, auch als Malin bezeichnet.
Bei 20 Prozent der Fälle ist das verursachende Gen beziehungsweise die Mutation noch nicht bekannt.

## Symptome
Es können klinisch zwei Unterformen unterschieden werden. Bei der klassischen Lafora-Krankheit beginnen die klinischen Symptome bei Kindern und Jugendlichen im Alter von 6 bis 19 Jahren (Gipfel um das 15. Lebensjahr) mit reizabhängigen generalisierten tonisch-klonischen Anfällen, Absencen, myoklonischen Anfällen oder fokalen Anfällen mit visuellen Halluzinationen und Status epileptici, gefolgt von demenziellem Abbau und neurologischer Verschlechterung u. a. mit Ruhe- und Aktionsmyoklonus. Bei der atypischen Lafora-Krankheit treten im Kindheitsalter Dyslexie und Lernstörungen auf, gefolgt von Epilepsie und neurologischer Verschlechterung.

## Diagnose
Bei Verdacht auf das Vorliegen der Lafora-Krankheit wird eine Probe aus der Haut entnommen (Hautbiopsie). In der mikroskopischen Untersuchung des Biopsats können sogenannte Lafora-Körperchen bzw. Einschlusskörperchen nachgewiesen werden. Neben dem Vorkommen in der Haut sind diese auch in Muskel-, Gehirn-, Leber- und Schweißdrüsenzellen vorhanden. Im nächsten Schritt folgt dann eine molekulargenetische Untersuchung der oben genannten Gene.

## Therapie
Die Erkrankung ist bisher nicht heilbar. Zur Linderung der Symptome werden Antiepileptika wie Valproinsäure und Muskelrelaxantien wie Clonazepam verordnet. Piracetam und verwandte Stoffe können bei progressiver myoklonischer Epilepsie zusätzlich eingesetzt werden. Eine Kleinserie mit Perampanel zeigte gute Wirkung dieses Antikonvulsivums. In fortgeschrittenen Fällen kann eine Magensonde der Aspirationspneumonie (Lungenentzündung durch Verschlucken) vorbeugen.

## Weiterführende Literatur
- A. C. Jansen, E. Andermann: Progressive Myoclonus Epilepsy, Lafora Type. In: GeneReviews. University of Washington, Seattle, Seattle (WA) 1993–2007, aktualisiert am 3. November 2011. PMID 20301563
- S. Singh, S. Ganesh: Lafora progressive myoclonus epilepsy: a meta-analysis of reported mutations in the first decade following the discovery of the EPM2A and NHLRC1 genes. In: Human mutation. Band 30, Nummer 5, Mai 2009, S. 715–723. ISSN 1098-1004. doi:10.1002/humu.20954. PMID 19267391.
- S. Ganesh, R. Puri u. a.: Recent advances in the molecular basis of Lafora's progressive myoclonus epilepsy. In: Journal of human genetics. Band 51, Nummer 1, 2006, S. 1–8. ISSN 1434-5161. doi:10.1007/s10038-005-0321-1. PMID 16311711.